# Ichneutes orientalis
Ichneutes orientalis är en stekelart som beskrevs av He och Chen 1997. Ichneutes orientalis ingår i släktet Ichneutes och familjen bracksteklar. Inga underarter finns listade i Catalogue of Life.